# Veronikas to liv
Veronikas to liv er en film fra 1991 af den polske filmskaber Krzysztof Kieślowski.
Filmen handler om den unge og musikalske pige Veronika fra Polen, som netop har fået sin musikeksamen som sanger. Hun lider af en alvorlig hjertefejl, hvilket viser sig at være fatalt, da hun efter at være blevet ansat som koncertsanger dør af et hjerteanfald under sin første koncert. Denne uge smukke og meget livlige pige vidste, at hun ikke var alene. Dette ser man, da hun er ude i Krakow, hvor der kommer en turistbus forbi, hvori der sidder en anden ung pige, som ligner Veronika fuldstændigt. Den anden pige tager et billede af hende og de ser hinanden i et glimt. Den anden pige hedder Veronique og bor i Paris. Hun vælger at opgive sin musikkarriere, da åbenbart også har en hjertefejl og instinktivt ved, at hun aldrig kan blive koncertsanger, selvom hun har en glimrende stemme og hendes sanglærer bliver meget skuffet, da hun holder op. Veronique bliver senere forelsket i en dukkefører, som hun har mødt ved at han bl.a. har sendt mærkelige lydbånd til hende. Han ender med at skrive en bog om hende der hedder: Mine to liv